# Radovec Polje
Radovec Polje falu Horvátországban, Varasd megyében. Közigazgatásilag Cesticához tartozik.

## Fekvése
Varasdtól 18 km-re északnyugatra, Cesticától 2 km-re északkeletre a Dráva jobb partja közelében fekszik.

## Története
A település Radovec része volt és csak 1948-ban jelent meg önálló településként. Radovec 1920-ig Varasd vármegye Varasdi járásához tartozott. Radovec Polje lakosságát 1953-ban számlálták meg először önállóan, ekkor 120 volt a lakosok száma. 2001-ben  a falunak 157 lakosa volt.

## Népessége
| Lakosság változása | Lakosság változása | Lakosság változása | Lakosság változása | Lakosság változása | Lakosság változása | Lakosság változása | Lakosság változása | Lakosság változása | Lakosság változása | Lakosság változása | Lakosság változása | Lakosság változása | Lakosság változása | Lakosság változása | Lakosság változása |
| ------------------ | ------------------ | ------------------ | ------------------ | ------------------ | ------------------ | ------------------ | ------------------ | ------------------ | ------------------ | ------------------ | ------------------ | ------------------ | ------------------ | ------------------ | ------------------ |
| 1857               | 1869               | 1880               | 1890               | 1900               | 1910               | 1921               | 1931               | 1948               | 1953               | 1961               | 1971               | 1981               | 1991               | 2001               | 2011               |
| 0                  | 0                  | 0                  | 0                  | 0                  | 0                  | 0                  | 0                  | 0                  | 120                | 126                | 153                | 159                | 158                | 157                | 144                |